# She's Got Issues
"She's Got Issues" é um single da banda estadunidense The Offspring, lançado em 1999 pela gravadora Columbia Records.

## Faixas

### Versão 1[4]
1. "She's Got Issues" – 3:49
2. "All I Want" (ao vivo) – 2:02
3. "The Kids Aren't Alright" (videoclipe da versão Enhanced CD)

### Versão 2[5]
1. "She's Got Issues" – 3:49
2. "The Kids Aren't Alright" (mix de The Wiseguys) – 4:56
3. "The Kids Aren't Alright" (versão instrumental por The Wiseguys)" – 4:56

### Versão 3[5]
1. "She's Got Issues" – 3:49
2. "The Kids Aren't Alright" (mix completo) – 4:56
3. "All I Want" (ao vivo) – 2:29
4. "Pretty Fly (for a White Guy)" (remix de The Baka Boyz Low Rider) – 3:01

### Versão 4[6]
1. "She's Got Issues" – 3:49

## Videoclipe
O videoclipe da canção, dirigido por Jonathan Dayton e Valerie Faris e que tem como protagonista a atriz Zooey Deschanel, mostra um dia de trabalho normal de uma mulher e as coisas em sua vida cotidiana. A mulher encontra-se perturbada e irritada, e sua imaginação é reforçada por caricaturas grotescas, que passam a ser vistas no lugar das pessoas. No fim do videoclipe, a mulher encontra os quatro integrantes da banda (Dexter Holland, Noodles, Greg K. e Ron Welty) e passa também a vê-los como caricaturas grotescas.